# Красная церковь (картина Кандинского)
«Красная церковь» — абстрактная картина русского художника Василия Кандинского, написанная в 1900 году и хранящаяся в Русском музее в Санкт-Петербурге, Россия.

## История

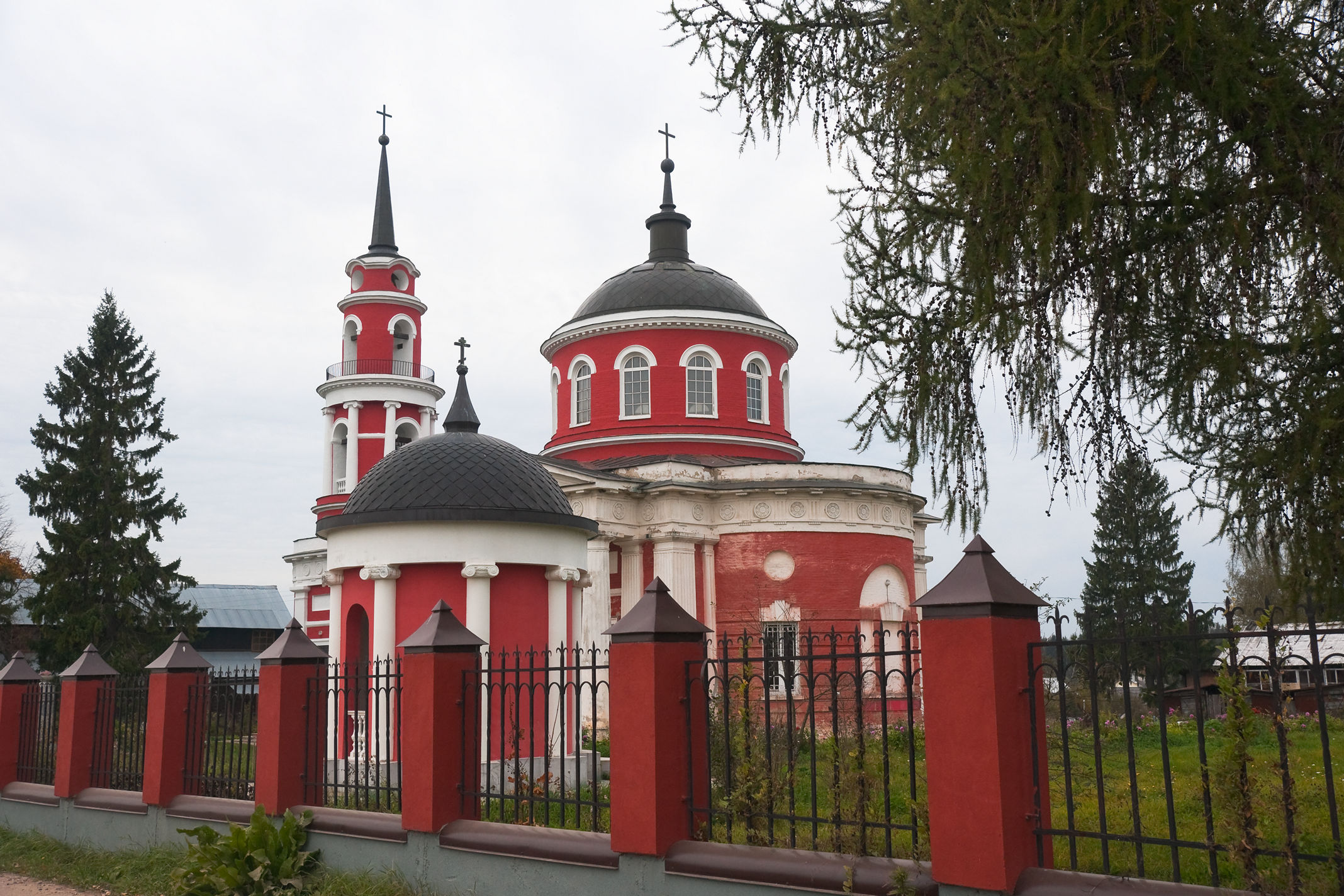
Храм Ахтырской иконы Божьей матери, изображённый на полотне

Василий Кандинский несколько раз жил в усадьбе «Ахтырка» на берегу реки Воря в одноимённой деревне Сергиево-Посадского района Московской области у своих родственников Абрикосовых и в этот период были выполнены известные его пейзажные полотна — «Красная церковь» (колокольня храма Ахтырской иконы Божией Матери) и «Усадьба Ахтырка» (в левой части полотна виднеется колокольня храма Ахтырской иконы, в правой части изображена усадьба Трубецких ). Храм, изображённый на полотне, существует и в настоящее время практически без изменений.

## Описание
В этом произведении можно увидеть следы различных художественных традиций, которые оказали влияние на творчество автора. Среди них — влияние мастеров, входивших в «Союз русских художников», французских художников-фовистов и немецких экспрессионистов. В работах Кандинского прослеживается стремление к обобщению, усилению контрастности и активности цвета. В этом стремлении к самостоятельности цвета можно увидеть предвосхищение будущих живописных экспериментов мастера.
На картине изображена церковь с высокой колокольней, расположенная на зелёном холме у воды. Церковь частично скрыта деревьями, отражения которых видны в воде. Пейзаж дополняет извилистая река на переднем плане, отражающая образ церкви и добавляющая ощущение безмятежности. Использование смелых контрастных цветов и густых мазков создаёт ощущение глубины и движения. Небо написано глубоким синим цветом, а трава — яркой зеленью. В целом картина производит впечатление спокойствия и безмятежности.